# Thalassothemis marchali
Thalassothemis marchali là một loài chuồn chuồn ngô thuộc họ Libellulidae. Nó là loài đặc hữu của Mauritius. Các môi trường sống tự nhiên của chúng là các khu rừng vùng núi ẩm nhiệt đới hoặc cận nhiệt đới và sông. Nó bị đe dọa do mất môi trường sống.